# Bassa de Sanavastre
La bassa de Sanavastre és una antiga extracció de lignit a cel obert abandonada als anys 80, situada uns 300 metres al sud-oest del nucli de Sanavastre, on s'ha format una bassa ja totalment naturalitzada, d'elevat interès. L'espai ocupa poc més de 5 hectàrees i està envoltat per talussos perimetrals força drets, que separen la bassa dels camps adjacents, tots ells situats a major alçada.
La bassa presenta una inundació permanent per l'aflorament de l'aqüífer. En les èpoques en què el nivell de les aigües baixa, la bassa principal es fragmenta, donant lloc a 2 o 3 petites basses aïllades al sector meridional.
El seu elevat interès rau en la presència d'un extens herbassar submergit de Myriophyllum. La vegetació helofítica és poc extensa, formada per claps de canyís (Phragmites australis) i boga (Typha sp.). La vegetació forestal de ribera s'està desenvolupant progressivament i hi dominen els salzes (Salix alba), sargues (Salix elaeagnos), pollancres (Populus nigra) i verns (Alnus glutinosa). Probablement amb els anys es desenvoluparà una extensa salzeda, d'elevat interès.
Pel que fa a la fauna, la bassa tenia un gran interès per als amfibis, però la introducció de carpes (Cyprinus carpio) els va afectar seriosament. Pel que fa als ocells, s'hi observen, a més de les espècies més comunes, algunes aus hivernants i de pas d'interès (per exemple, Aythyamarila, l'any 1998). És interessant també la nidificació d'abellerols als talussos perimetrals.